# Беляков, Александр Васильевич (георгиевский кавалер)
Александр Васильевич Беляков (1871—1946) — генерал-майор Русской императорской армии, участник Первой мировой войны, Георгиевский кавалер.

## Биография
Родился 8 декабря 1871 года. Православный, из дворян.
Образование получил в Оренбургском Неплюевском кадетском корпусе (1888).
Участник Белого движения на юге России. Находился в эмиграции в Югославии. Был председателем объединения лейб-гвардии
Петроградского полка в Югославии.
Умер в 1946 году в Белграде.

### Послужной список
- В службу вступил 01.09.1888.
- Окончил 1-е военное Павловское училище (1890) и был выпущен в Санкт-Петербургский гренадерский полк.
- Подпоручик гвардии (ст. 10.08.1889).
- Поручик гвардии (ст. 10.08.1893).
- Окончил Николаевскую академию Генерального штаба (2 кл. по 1-му разряду) и курсы восточных языков.
- Штабс-капитан гвардии (ст. 06.05.1900). Более пяти лет командовал ротой.
- Капитан гвардии (ст. 10.08.1901).
- Переименован в подполковники (ст. 10.08.1901).
- Батальонный командир Александровского военного училища (13.05.1908-15.10.1913).
- Полковник (пр. 1908; ст. 06.12.1908; за отличие).
- Командир 167-го пехотного Острожского полка (15.10.1913-19.10.1914).
- Участник Первой мировой войны. Командующий лейб-гвардии Петроградским полком (с 19.10.1914).
- Генерал-майор (пр. 22.03.1915; ст. 22.03.1915; за отличие) с утверждением в должности.
- На 10.07.1916 — в том же чине и должности.
- Командующий 157-й пехотной дивизией (с 02.06.1917).

## Награды
- Награждён орденами Св. Станислава 2-й ст. (1911); Св. Анны 2-й ст. (1913); Св. Владимира 4-й ст. с мечами (1915); Св. Владимира 3-й ст. с мечами (1915); Св. Георгия 4-й ст. (1915); Св. Анны 1-й ст. с мечами (1915); а также Георгиевским оружием (1916).